# Borek Szlachecki (gromada)
Borek Szlachecki – dawna gromada, czyli najmniejsza jednostka podziału terytorialnego Polskiej Rzeczypospolitej Ludowej w latach 1954–1972.
Gromady, z gromadzkimi radami narodowymi (GRN) jako organami władzy najniższego stopnia na wsi, funkcjonowały od reformy reorganizującej administrację wiejską przeprowadzonej jesienią 1954 do momentu ich zniesienia z dniem 1 stycznia 1973, tym samym wypierając organizację gminną w latach 1954–1972.
Gromadę Borek Szlachecki z siedzibą GRN w Borku Szlacheckim utworzono – jako jedną z 8759 gromad na obszarze Polski – w powiecie krakowskim w woj. krakowskim, na mocy uchwały nr 22/IV/54 WRN w Krakowie z dnia 6 października 1954. W skład jednostki weszły obszary dotychczasowych gromad Borek Szlachecki, Ochodza, Zaleczyna i Kopanka (bez przysiółka Kutek) ze zniesionej gminy Skawina, przysiółek Zaprzerycie z dotychczasowej gromady Jeziorzany (część położona na południe od osi koryta rzeki Wisły; pgr. 1. kat. 839/2) ze zniesionej gminy Liszki oraz przysiółek Zalesie z dotychczasowej gromady Wołowice (część położona na południe od osi koryta rzeki Wisły; pgr. 1. kat. 2833/2) ze zniesionej gminy Czernichów w tymże powiecie. Dla gromady ustalono 18 członków gromadzkiej rady narodowej.
Gromadę zniesiono 31 grudnia 1961, a jej obszar włączono do gromady Skawina.